# Drumul european E313
Drumul european 313 este o autostradă care leagă Anvers de Liège. Această autostradă urmează traseul canalului Albert pe cea mai mare parte a lungimii sale. Este în întregime suprapusă cu autostrada belgiană A13.

## Traseu
| Belgia |                |        |                              |
|        | Traseu         |        | Intersecții Drumuri Europene |
| A13    | Anvers - Liège | Anvers | E17 E19 E34                  |
| A13    | Anvers - Liège | Lummen | E314                         |
| A13    | Anvers - Liège | Liège  | E25 E40 E42 E46              |